# 平高
平高是奥地利施蒂利亚州哈特贝格县的一个市镇。总面积58.99平方公里，总人口3123人，人口密度52.9人/平方公里（2005年）。